# Nobila Casa
Nobila Casa este un lanț de magazine de decorațiuni interioare din domeniul HOME & DECO. Nobila Casa este operat de compania Mendola Pro, care deține și branduri proprii Mendola Fabrics, Mendola Wellness, Mendola Bedding, Mendola Kitchen, Mendola Dining etc. Firma este deținută de Tiberiu (63 de ani) și Zsuzsanna Szekely (59 de ani), care au pornit această afacere în 1991 cu un magazin de 20 de metri pătrați situat în Cluj. Povestea a început cu o mică croitorie la Vlaha, lângă Cluj, care funcționează până azi, unde pe vremuri s-a confecționat șorțuri și șervete de bucătărie pentru un mic magazin din centrul orașului. De la șorțuri s-a ajuns la o sortimentație care acoperă toate încăperile din casă, de la bucătărie, prin dining, living și dormitor, până la baie. Pentru a servi cerințele pieței firma s-a mutat într-o locație mai mare, în centrul Clujului, unde  funcționează și azi primul magazin Nobila Casa.
În anul 2014, compania deținea 10 magazine,  după care în anul 2015 s-a mai deschis încă trei magazine, astfel fiind prezent în 9 orașe (Cluj-Napoca, București, Brașov, Timișoara, Baia Mare, Bistrița, Alba Iulia, Târgu Mureș, Sibiu) cu 13 magazine. Tot în anul 2014 a început un proces de rebranding în cadrul companiei, în urma căruia a început schimbarea identității vizauale a magazinelor, și nu numai. 
Cronologia dezvoltării magazinelor Nobila Casa: 
1999- s-a deschis magazinul din centrul Clujului
2000- magazinul din Târgu Mureș
2007- magazinul din Polus Center Cluj-Napoca
2011- magazinul din Baia Mare
2012- magazinul din Alba Iulia
2012- primul magazin din Brașov
2012- magazinul din Sibiu
2013- magazinul din Bistrița
2013- magazinul din Timișoara
2014- primul magazin din București
2015- al doilea și al treilea magazin din București
2015- al doilea magazin din Brașov 
Rețeta succesului conține câteva ingrediente de nelipsit: o gamă bogată de sortimentație, urmărind trendurile din toată lumea; pasiune pentru a face accesibile toate articolele care înfrumusețează o casă, care adaugă personalitate, stil și ținută de lux și chiar și din bugete modeste. Perseverență pentru a mulțumi cei mai exigenți cumpărători și pentru a consolida relația aceasta prin servicii de înaltă calitate și profesionalism.